# Bundesverband Bildender Künstlerinnen und Künstler

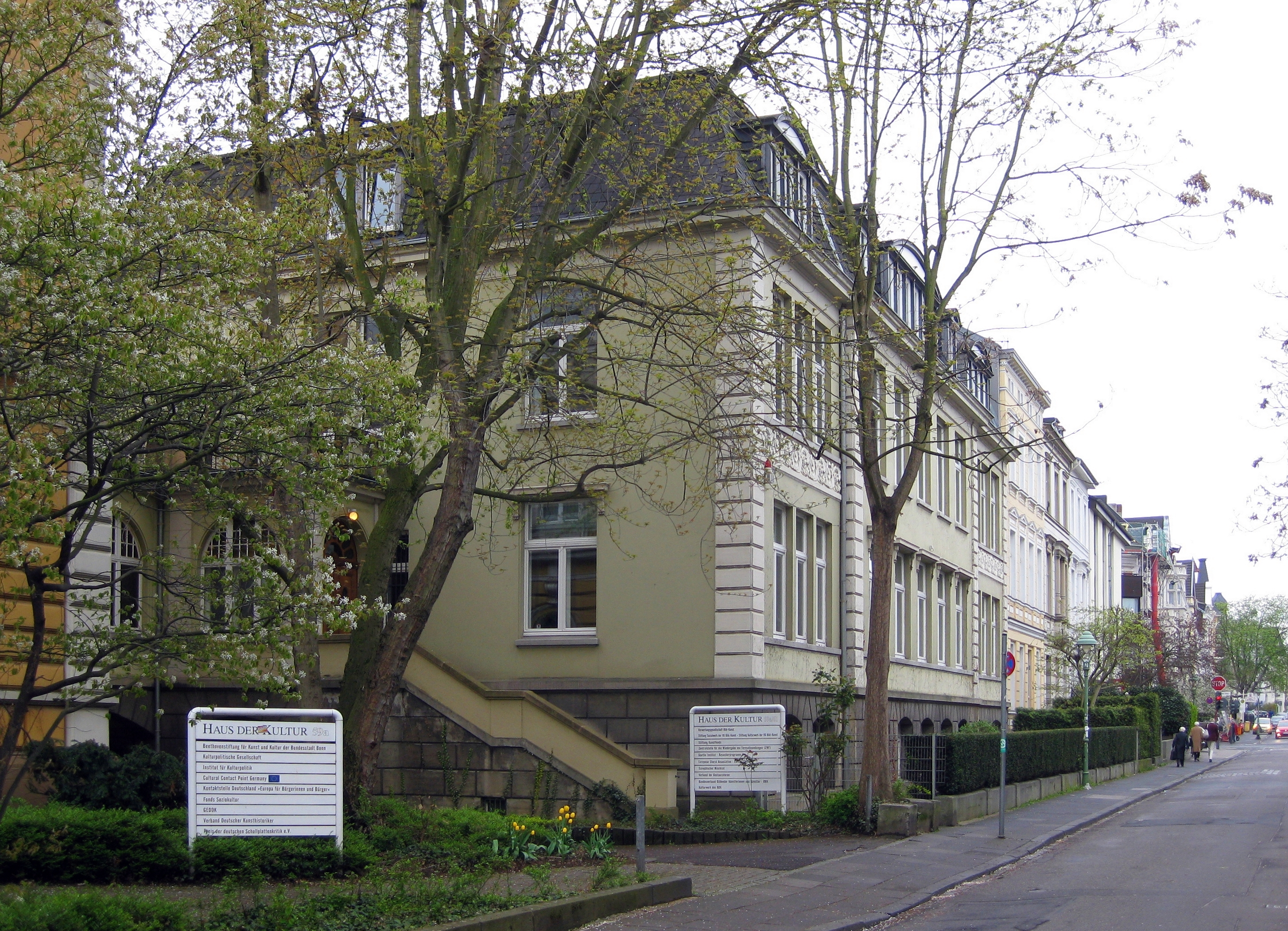
Sitz des Verbandes im Bonner Haus der Kultur (2012)

Der Bundesverband Bildender Künstlerinnen und Künstler (BBK) mit Sitz in Berlin ist die Berufsorganisation der Bildenden Künstler in Deutschland. Er wurde 1971 auf Bundesebene gegründet als Nachfolgeorganisation des Bundes deutscher Landesberufsverbände Bildender Künstler.

## Aufgaben
Zu den Aufgaben des BBK gehören die Koordination der Interessen seiner Landesverbände, die Wahrnehmung der Belange der Künstlerschaft in Verwertungsgesellschaften, Kulturverbänden sowie gegenüber der Bundesrepublik Deutschland und den Parteien des Bundestages.
Er vertritt die beruflichen, sozialen und kulturpolitischen Interessen der Bildenden Künstler in Deutschland gegenüber der Bundesregierung und den entsprechenden nachgeordneten Behörden, die die Rahmenbedingungen für künstlerische Berufe in der Innen-, Finanz- und Außenpolitik mitbestimmen und die Kunst am Bau an den Vorhaben des Bundes betreuen.
Auf der Ebene der Landes- und Bezirksverbände bietet der Verband seinen Mitgliedern die Möglichkeit zu Einzel- und Gruppenausstellungen und auch Außenstehenden die Teilnahme an Kursen für künstlerische Techniken und anderen Veranstaltungen, wie zum Beispiel Lesungen.

## Organisation
Über die fünfzehn selbständigen Landesverbände sind ca. 10.000 Bildende Künstler im BBK organisiert. Der BBK ist daneben auch auf europäischer Ebene tätig und fördert über seine Mitgliedsverbände den internationalen Austausch von Ausstellungen und Symposien.
Der BBK ist der Dachverband der jeweils als Verein organisierten Landesverbände, parteipolitisch unabhängig und demokratisch organisiert. Er wird geleitet von einem siebenköpfigen gewählten Vorstand, darunter zwei Bundesvorsitzenden (§ 26 BGB) und fünf Beisitzern. Die Bundesvorsitzenden des Bundesvorstandes seit 2021 sind Dagmar Schmidt und Marcel Noack.
Die Mitgliederversammlung besteht nach einem Mitgliederschlüssel aus den Bundesdelegierten der Landesverbände; diese Bundesdelegiertenversammlung tritt alle vier Jahre zusammen, wählt den Bundesvorstand und bestimmt die Richtlinien der Verbandspolitik. Die nächste Bundesdelegiertenversammlung ist im Oktober 2021.
In der Zeit zwischen den Bundesdelegiertenversammlungen ist laut Satzung das beschlussfassende Organ der Bundesausschuss, der sich einmal jährlich trifft. Im Bundesausschuss sind alle Landesverbände vertreten.
Der BBK ist Herausgeber der Vierteljahreszeitschrift kultur politik.
Die Bundesgeschäftsstelle des BBK befindet sich in Berlin.

## Landesverbände
- Landesverband Bildender Künstler und Künstlerinnen Baden-Württemberg e. V. (BBK Baden-Württemberg)
- Berufsverband Bildender Künstler Landesverband Bayern e. V. (BBK Bayern)
- Brandenburgischer Verband Bildender Künstlerinnen und Künstler e. V. (BVBK Brandenburg)
- Bremer Verband Bildender Künstlerinnen und Künstler e. V. (BBK Bremen)
- Berufsverband Bildender Künstlerinnen und Künstler e. V. Hamburg (BBK Hamburg)
- Bundesverband Bildender Künstlerinnen und Künstler Landesverband Hessen e. V. (BBK Hessen)
- Künstlerbund Mecklenburg und Vorpommern e. V. (BBK Mecklenburg-Vorpommern)
- Bund Bildender Künstlerinnen und Künstler für Niedersachsen e. V. (BBK Niedersachsen)
- BBK Landesverband Nordrhein-Westfalen e. V. (BBK Nordrhein-Westfalen)
- Berufsverband Bildender Künstlerinnen und Künstler Rheinland-Pfalz e. V. im Bundesverband e. V. (BBK Rheinland-Pfalz)
- BBK Landesverband Saarland e. V. (BBK Saarland)[1]
- Sächsischer Künstlerbund, Landesverband Bildende Kunst Sachsen e. V. (BBK Sachsen)
- Berufsverband Bildender Künstler Sachsen-Anhalt e. V. (BBK Sachsen-Anhalt)
- BBK Landesverband Schleswig-Holstein e. V. (BBK Schleswig-Holstein)
- Verband Bildender Künstler Thüringen e. V. (BBK Thüringen)

Die Landesverbände sind wiederum gegliedert in selbständige und unselbständige Bezirks- oder Regionalverbände.

## Publikationen
- Leitfaden Honorare, Hrsg.: Bundesverband Bildender Künstlerinnen und Künstler (BBK), Berlin 2022, 32 Seiten
- ProKunsT 6 Handbuch Bildende Kunst, Hrsg.: Bundesverband Bildender Künstlerinnen und Künstler (BBK), Berlin 2021, 190 Seiten
- Anlass Nachlass – Kompendium zum Umgang mit Künstlernachlässen, Hrsg.: Bundesverband Bildender Künstlerinnen und Künstler (BBK), Oberhausen 2015, 184 Seiten
- ProKunsT 5 – Steuern-Verträge-Versicherungen. Handbuch für bildende Künstlerinnen und Künstler; Hrsg.: Bundesverband Bildender Künstlerinnen und Künstler (BBK), Berlin 2012, 245 Seiten
- ProKunsT 4 – Steuern-Verträge-Versicherungen. Handbuch für bildende Künstlerinnen und Künstler; Hrsg.: Bundesverband Bildender Künstlerinnen und Künstler (BBK), Bonn 2006, 250 Seiten
- WOW – Kunst für Kids – STUDIE ÜBER PROJEKTE VON KÜNSTLERINNEN UND KÜNSTLERN MIT KINDERN UND JUGENDLICHEN (gefördert vom Bundesministerium für Bildung und Forschung) Bundesverband Bildender Künstlerinnen und Künstler (Hrsg.), Bonn 2008,  127 Seiten, zahlreiche farbige Abbildungen. ISBN 978-3-00-025099-6 .
- WOW – Kunst für Kids – PROJEKTE VON KÜNSTLERINNEN UND KÜNSTLERN MIT KINDERN UND JUGENDLICHEN -Ergänzungsband-; (im Auftrag des Bundesministeriums für Bildung und Forschung) Bundesverband Bildender Künstlerinnen und Künstler (Hrsg.), Bonn 2008,  48 Seiten, zahlreiche farbige Abbildungen. ISBN 978-3-00-025602-8 .
- WOW – Kunst für Kids – PROJEKTE VON KÜNSTLERINNEN UND KÜNSTLERN MIT KINDERN UND JUGENDLICHEN -Leitfaden
- BEWEGUNG KUNST – Leitfaden für Projekte ästhetischer Bildung, herausgegeben vom Bundesverband Bildender Künstlerinnen und Künstler, BBK, ATHENA-Verlag, Oberhausen, erste Auflage 2011, 144 Seiten mit 142 farbigen Abbildungen, Broschur 21,0 X 29,7 cm, ISBN 978-3-89896-436-4
- Anlass: Nachlass. Kompendium zum Umgang mit Künstlernachlässen, herausgegeben vom Bundesverband Bildender Künstlerinnen und Künstler, BBK, ATHENA-Verlag, Oberhausen, erste Auflage 2015, 184 Seiten mit zahlreichen Abbildungen, Broschur 21,0 X 29,7 cm, ISBN 978-3-89896-616-0